# Kenji Fujimoto
Kenji Fujimoto (jap. 藤本 健二, Fujimoto Kenji) (* 1947) war nach eigenen Angaben von 1988 bis 2001 Kim Jong-ils persönlicher Sushi-Koch. Der Name ist ein Pseudonym.

## Wirken
Fujimoto veröffentlichte 2003 seine Memoiren Kimu Jon’iru no ryōrinin – majika de mita kenryokusha no sugao (金正日の料理人―間近で見た権力者の素顔, dt. etwa „Kim Jong-Ils Koch – Das ungeschminkte Gesicht eines Machthabers aus der Nähe betrachtet“), in denen er Details über seine Erlebnisse mit Kim Jong-il beschreibt.
Kurz nach seinem Amtsantritt wurde er ein Begleiter Kim Jong-ils. Beide gingen laut Kenji gemeinsam Schießen, Reiten und Wasserskifahren. Er flüchtete 2001 aus Nordkorea, indem er vorgab, für Kim auf Hokkaidō Seeigel zu besorgen, und nicht zurückkehrte. Seit seiner Flucht lebt er unter einem Decknamen an einem unbekannten Ort. Im japanischen Fernsehen wurde er als „Kim-Jong-il-Experte“ vorgestellt.

## Werke
- Fujimoto Kenji: 金正日の料理人―間近で見た権力者の素顔, Fusōsha 2003, ISBN 459404106X.

Koreanische Ausgabe: 金正日의 요리사 (Kim Jong-ils Koch), Wolgan Choson, 2003, ISBN 9788989599807. 
Französische Ausgabe: Le cuisinier du dictateur: Plongée secrète dans la Corée du Nord de Kim Jong II. Hugo Document, Paris 2019 
ISBN 978-2755640861
| Personendaten    | Personendaten        |
| ---------------- | -------------------- |
| NAME             | Fujimoto, Kenji      |
| ALTERNATIVNAMEN  | 藤本健二 (japanisch) |
| KURZBESCHREIBUNG | japanischer Koch     |
| GEBURTSDATUM     | 1947                 |